# 세포 이론

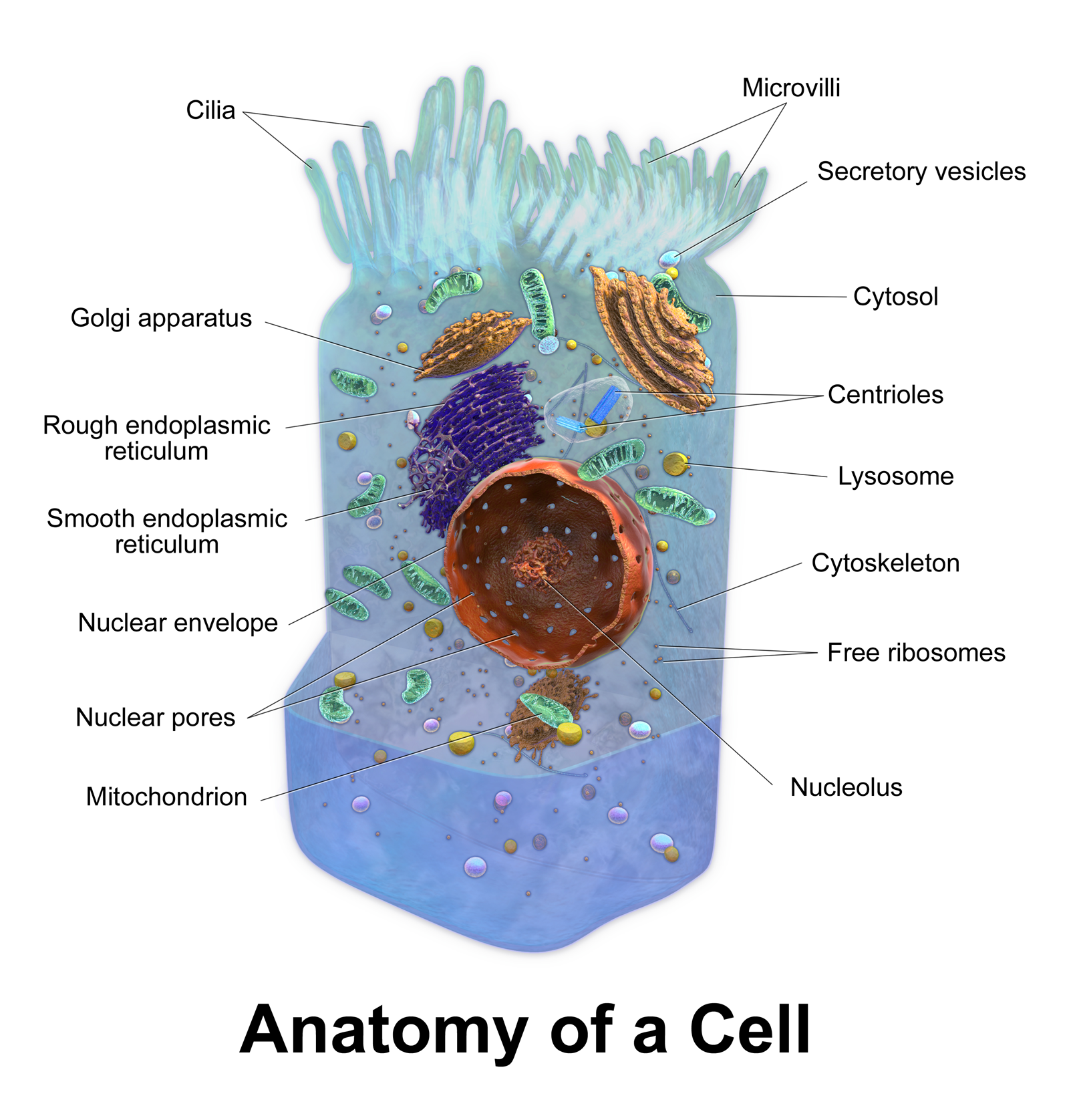
세포의 구조

세포 이론 또는 세포설(細胞說, 영어: cell theory)은 생물학에서 세포의 고유한 특성을 설명하는 과학 이론이다. 세포는 모든 생물의 기본 단위이자 재생산의 단위이기도 하다. 17세기 현미경의 발명과 그 이후 계속하여 이루어진 개량으로 세포의 발견과 관찰이 가능하게 되었다. 세포의 발견에는 로버트 훅이 큰 기여를 하였으며, 이후 세포에 대한 연구로 세포생물학이 성립하게 되었다. 세포의 발견 이후 과학자들 사이의 논쟁을 거쳐 세포가 생물의 기본 단위라는 사실이 밝혀졌다. 1838년 마티아스 야코프 슐라이덴과 테오도어 슈반이 세포 이론을 발표하였고, 이후 루돌프 피르호와 같은 과학자들이 이론의 발전에 기여하였다. 세포 이론은 생물학의 기초 지식으로 자리잡고 있다.
세포 이론의 세 가지 핵심 개념은 다음과 같다.
1. 모든 생물은 하나 이상의 세포로 이루어져 있다.(그러나, 바이러스와 같은 비세포성 생물에 대한 논란이 있다.[1]
2. 세포는 생물을 이루는 기본 단위이다.
3. 세포는 이전에 이미 존재하는 세포로부터 나온다.
4. DNA(유전 정보)는 세포에서 세포로 전달된다

## 현미경

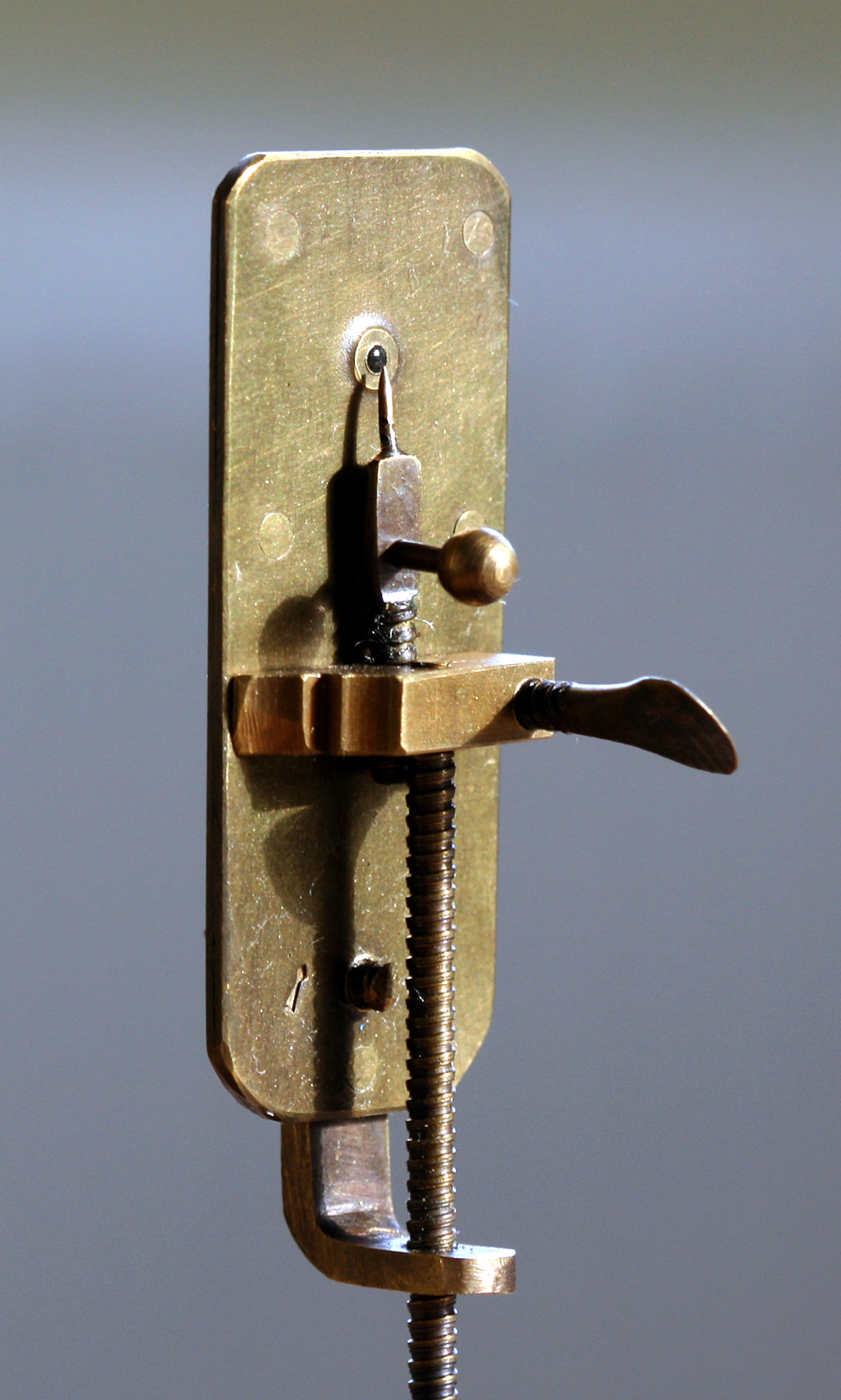
안톤 판 레이우엔훅이 17세기에 제작한 270 배율의 현미경

현미경이 발명되고 미시적인 대상을 관찰할 수 있게 되어서야 비로소 세포를 발견할 수 있었다. 확대경은 이미 고대 로마 시기부터 사용되었고, 12세기 이탈리아의 살비노 다르마테는 한쪽 눈에 끼워서 볼 수 있는 루페를 발명하여 보다 세밀한 대상을 관찰하게 되었다. 1590년대 네덜란드의 안경제작자 자하리아스 얀센(Zacharias Jansen)은 9배율의 확대경을 제작하여 현미경에 근접하였지만 초점이 잘 맞지 않아 대상을 또렷하게 볼 수는 없었다. 1595년 얀센과 그의 아버지는 두 개의 렌즈를 사용하여 최초의 광학현미경을 제작하였다. 1665년 로버트 훅은 6 인치 길이의 경통에 대물 렌즈와 대안 렌즈를 부착하고 경통 내부에 반사경을 설치한 현미경을 발명하여 그의 책 《마이크로그래피아》에 수록하였다. 훅은 또한 반사경을 사용하지 않은 단일 렌즈 현미경도 제작하였는데, 보다 선명한 상을 얻기 위한 것이었다.
현미경 발명을 완성시킨 사람은 안톤 판 레이우엔훅이다. 현미경에 관심 많은 네덜란드 포목상이었던 그는 1648년 암스테르담에서 현미경을 볼 기회를 얻은 이후 렌즈 연마 기술을 습득하고 스스로 현미경을 제작하였다. 복합 현미경이라고 불린 그의 현미경은 270배율까지 대상을 확대할 수 있었다. 당시 기존의 현미경 배율이 50배 정도였음을 감안할 때 이는 매우 큰 진보였다. 레이우엔훅 이후 1850년대까지 현미경 기술은 별다른 진전이 없었다. 독일 광학자 카를 차이스가 대물 렌즈의 교체가 가능한 현미경을 만들었다. 1880년대에 차이스에게 고용된 오토 스코트와 에른스트 아베가 현미경의 품질을 향상시켰다.
1920년대에 이르러 전자현미경이 개발되자 기존의 광학현미경으로는 관찰할 수 없었던 보다 미세한 대상을 관찰할 수 있게 되었다.

## 세포의 발견

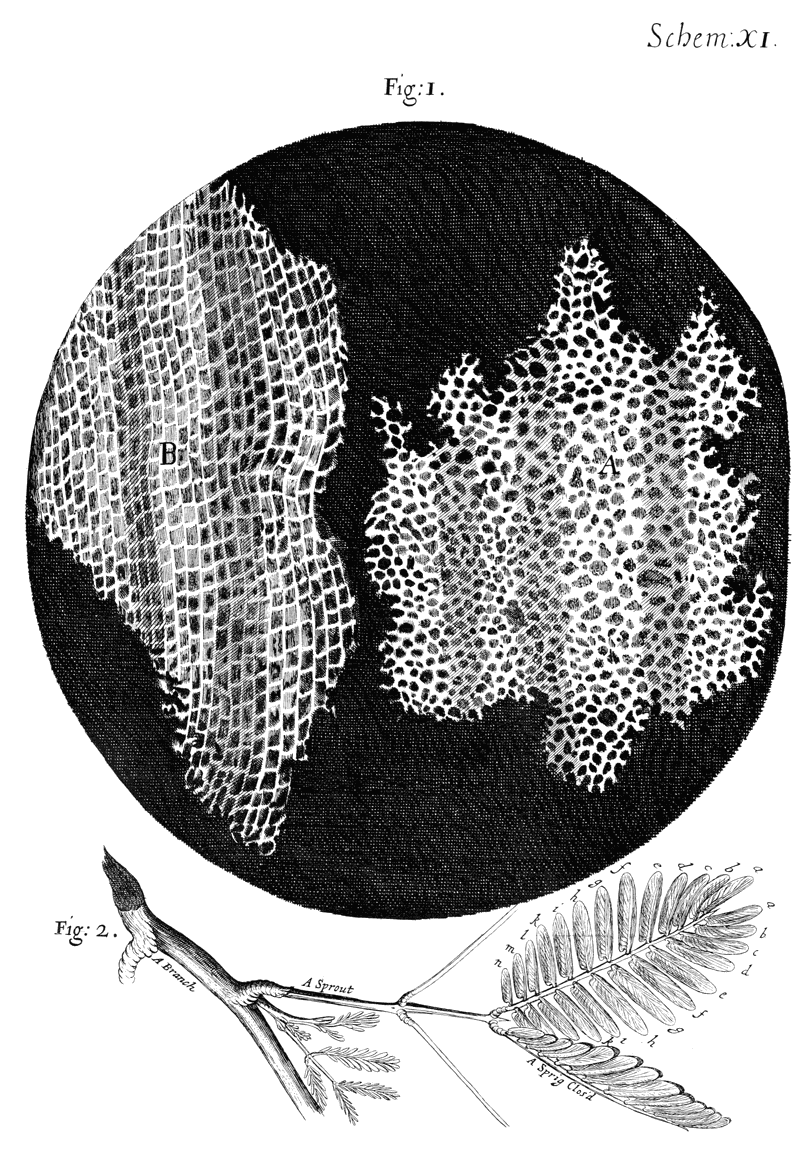
로버트 훅이 《마이크로그래피아》에 수록한 코르크의 조직 소묘

세포는 1665년 로버트 훅이 처음으로 발견하여 《마이크로그래피아》에 수록하였다. 훅은 이 책에 그가 관찰한 60 건의 다양한 생물 그림을 실었다. 그 중 하나는 코르크 병마개를 아주 얇게 저며 관찰한 것이는데, 훅은 코르크 조직에서 보이는 격자를 “세포”(cell)라고 불렀다. cell은 라틴어 cella에서 연원한 낱말로 작은 방을 뜻하였다. 훅의 시대에 cell은 벌집의 방과 같은 것을 가리키는 낱말로 쓰이고 있었다. 그러나 훅은 그가 관찰한 구조가 갖는 기능을 알지는 못하였다. 훅이 세포라고 생각한 것은 실은 살아있는 조직은 모두 사라지고 세포벽만 남은 빈 공간이었다. 당시 현미경의 배율이 그리 크지 않았기 때문에 훅은 세포안의 더 작은 구조들을 관찰할 수는 없었다. 따라서 훅은 세포가 살아있는 것이라고 생각할 수도 없었다. 훅이 관찰한 세포에는 세포핵이나 다른 세포소기관 역시 없었다. 《마이크로그래피아》에는 가죽 위에 핀 곰팡이를 관찰한 그림도 수록되어 있는데 훅은 포자를 관찰할 수 없었기 때문에 어떻게 곰팡이가 번식하는 지 알 수 없었다. 이러한 관찰 결과 훅은 자연발생설을 지지하게 되었다. 당시에는 아직도 아리스토텔레스 물리학이 통용되던 시절이었고, 보다 세밀한 관찰은 안톤 판 레이우엔훅이 고배율 현미경을 발명할 때가 되어서야 가능해졌다.

## 세포 이론의 형성
마티아스 야코프 슐라이덴과 테오도어 슈반은 세포를 생물의 기본 단위이자 발생 단위로 여기는 세포 이론을 제시하였다. 이들과는 독자적으로 루돌프 피르호가 세포 이론을 구상하고 있는 가운데, 1838년 슐라이덴은 식물의 모든 부분이 세포나 세포의 부산물로 이루어져 있다고 제안하였고, 또한 마치 광물의 결정처럼 세포의 결합 구조에 의해 생물의 외부 형태가 결정된다고 제안하였다. 그러나 이러한 제안은 슐레이만의 독자적인 이론은 아니었다. 몇 해 전 벨기에의 바르텔레미 카를레스 요세프 뒤모르티에르가 결정 구조에 대한 이론을 언급한 바 있었기 때문이다. 1839년 슈반은 식물뿐만이 아니라 동물 역시 세포로 이루어져 있으며, 모든 생물은 세포로 이루어져 있다고 주장하였다. 슈반의 세포 이론은 식물과 동물이 동일한 기반 위에 있다는 점을 밝힌 생물학 발전의 중요한 이정표이다. 슐라이덴과 슈반의 세포 이론을 정리하면 다음과 같다.
1. 모든 생물은 하나 이상의 세포로 이루어져 있다.
2. 세포는 생물을 이루는 기본 단위이다.
그러나, 결정체 이론은 오늘날 더 이상 받아들여지지 않는다. 슐라이덴의 결정화 이론은 1850년대에 로베르트 레마크, 루돌프 피르호, 알베르트 폰 쾰리커 등에 의해 부정되었다. 1855년 루돌프 피르호는 세포 이론의 세 번째 기초 정리를 추가하였다.
3. 세포는 이전에 이미 존재하는 세포로부터 나온다.
세포가 이미 존재하는 세포로부터 나온다는 개념은 이미 로베르트 레마크가 제시한 것이었지만, 피르호는 세포 이론을 정리하면서 레마크를 언급하지 않았다. 1852년 레마크는 세포 분열의 관찰 결과를 출간하였고, 거기서 기존의 슐라이덴과 슈반의 세포 재생산 이론이 부정확했음을 지적하였다. 루돌프 피르호가 세번째 개념을 추가함으로써 세포 이론은 완성된 형태를 갖추게 되었다.

## 현대의 세포 이론
초기에 주장되었던 결정화와 같은 세포 형성 이론이 부정되고, 분자생물학에 의해 새로운 사실들이 알려지게 되자 세포 이론은 다음과 같이 정리되었다.
1. 알려진 모든 생물은 세포로 이루어져 있다.
2. 세포는 생물의 구성 단위이자 기능 단위이다.
3. 모든 세포는 이미 존재하는 세포로부터 나온다.
4. 세포에는 세포 분열 과정에서 세포에서 세포로 전달되는 유전 정보가 존재한다.
5. 모든 세포의 기본적인 화학 조성은 같다.
6. 세포에는 에너지 흐름(물질대사, 생화학)이 있다.

## 세포 이론의 발전
1665년 로버트 훅은 현미경을 이용하여 세포를 발견하였다. 최초로 제시된 세포 이론은 1830년대에 이루어진테오도어 슈반과 마티아스 야코프 슐라이덴의 연구이다. 이 이론에서 젤리와 비슷하게 보이는 세포 내부 물질을 원형질이라고 이름 지었다. 같은 시기 교질에 대한 화학 연구가 발전되었고 결합수에 대한 개념이 형성되었다. 교질은 용액과 현탁액의 중간 정도에 해당하는 혼합물로서, 브라운 운동에 의해 용질의 퇴적이 일어나지 않은 상태이다. 1827년 삼투압을 이용한 반투과성막으로 교질의 용매와 용질을 분리할 수 있다는 것이 발견되면서 세포막의 기능에 대한 여러 가설들에 영향을 주었다. 1877년 식물학자 빌헬름 페퍼가 세포막 이론을 제안하여 세포생리학이 성립되었다. 페퍼는 세포가 얇은 막으로 덮여 있으며 내부의 액체는 마치 칼륨 이온과 같은 용액으로 이루어져 있다고 생각하였다. 1889년 하르토그 야콥 함부르거는 적혈구의 용혈 반응을 이용하여 세포의 삼투압을 관찰하였다. 삼투 현상이 일어나는 동안 세포의 부피는 세포막의 탄력이 견딜 수 있는 한계까지 부풀어 올랐다. 함부르거는 적혈구의 세포 가운데 50%는 용액이 아닌 고형질이라는 것을 발견하였고, 고형질의 성분이 단백질을 비롯한 불용성 물질임을 밝혔다.

### 세포막 이론의 발전

세포막의 구조

세포의 삼투, 삼출, 전기적 특성 등의 연구가 진행되면서 두 가지 대립되는 개념이 발전되었다. 하나는 이러한 현상들이 세포막의 특성 때문에 일어나는 것이란 견해였고, 다른 하나는 원형질이 보다 중요한 원인이라는 것이었다.
세포막 이론은 새로운 관찰 결과가 나타날 때마다 그에 맞게 이론을 수정하면서 발전하였다. 찰스 다윈의 먼 친척이기도 했던 오버튼은 1895년 세포막이 지질로 되어 있다는 개념을 처음으로 제안하였다. 지질층 이론의 주요 약점은 물에서 일어나는 삼출 현상을 설명하기 어렵다는 것이었다. 이 때문에 나탄손은 1904년 모자이크 이론을 제안하였다. 모자이크 이론은 세포의 지질막이 온전히 지질로 구성되어 있는 것이 아니라 군데군데 반투과성막이 놓여있어 모자이크와 같은 구조를 가지고 있을 것이라는 설명이었다. 루흘랜드는 모자이크 이론을 개량하여 세포막 사이 사이에 작은 분자들이 오갈 수 있는 통로가 놓여 있을 것이라고 설명하였다. 1917년 어빙 랭큐어가 계면 현상과 화합물의 금속 흡착 현상을 이용하여 세포막이 이중층으로 되어 있다는 것을 발견하였고, 1925년 고터와 그렌델은 세포막의 지질 이중층이 막의 외부로 친수성 단백질 머리가 배열되어 있고 내부에 소수성 지질 꼬리가 마주보고 있는 형태를 이룬다는 논문을 발표하였다.
1960년대 말에서 1970년대에 걸쳐 엑스선을 이용한 세포막 구조 연구가 진행되었고, 그 결과 오늘날 널리 인정되고 있는 세포막 이론이 완성되었다. 세포막은 단순한 반투과성 삼투막이 아니라 막의 곳곳에 능동적으로 화학물질을 받아들이거나 배출할 수 있는 단백질 펌프를 지닌 복잡한 구조로 되어 있다.

### 세포소기관의 발견
현미경의 발전과 함께 원형질 안에는 여러 가지 소기관들이 존재한다는 것이 밝혀졌다. 세포핵은 안톤 판 레이우엔훅이 처음으로 살아있는 세포를 관찰할 때부터 알려져 있었고, 1894년에는 리차드 알트만이 미토콘드리아를 관찰하였다. 미토콘드리아라는 이름은 1898년 카를 벤다가 명명한 것이다. 20세기 중반 이후 전자현미경의 도입과 분자생물학의 발전으로 세포소기관의 역할이 규명되게 되었다.

## 세포의 종류
현대 진화 이론에서는 오늘날 살고 있는 모든 생물이 모든 생물의 공통 조상에서 진화를 거쳐 분화되었다고 본다. 세포 단계에서 가장 먼저 분화가 된 것은 원핵생물과 진핵생물의 분화이며, 세포의 종류 역시 크게 보아 이 둘로 구분할 수 있다.
- 원핵생물: 세포핵이 따로 없이 염색체와 리보솜이 세포 안에 함께 존재하는 생물이다. 대부분의 원핵생물은 단세포생물이다. 최초의 생물인 모든 생물의 공통 조상은 원핵생물이었을 것으로 추정되고 있다.
- 진핵생물: 원핵생물과 달리 세포핵, 미토콘드리아, 리보솜과 같은 다양한 세포 소기관이 있는 생물이다. 세포소기관 중 미토콘드리아나 엽록체는 과거 진화 과정에서 외부의 원핵세포들이 세포내 공생체로 도입된 경우로 생각되며, 그 외의 소기관들도 각각 특정한 업무를 수행하도록 분화되어 있다.

원핵생물인 바이러스의 모식도
진핵생물인 동물 세포의 모식도

## 같이 보기
- 세포생물학
- 세포 분화
- 병균 이론

## 참고 문헌
- Wolfe, Stephen L. (1972). 《Biology of the cell》. Wadsworth Pub. Co. ISBN 978-0-534-00106-3.
- Turner W (January 1890). “The Cell Theory Past and Present”. 《J Anat Physiol》 24 (Pt 2): 253–87. PMC 1328050. PMID 17231856.
- Tavassoli M (1980). “The cell theory: a foundation to the edifice of biology”. 《Am. J. Pathol.》 98 (1): 44. PMC 1903404. PMID 6985772.